# Аршба, Владимир Георгиевич
Владимир Георгиевич Аршба (8 мая 1959 года, Тбилиси, Грузинская ССР, СССР — 16 января 2018, Сухум) — абхазский государственный, политический и военный деятель. Министр обороны Абхазии (1992—1993), генерал-лейтенант абхазской армии.

## Биография
Родился в семье военнослужащего. Отец — абхаз, мать — грузинка. В 1976 году закончил 81-ю среднюю школу в гор. Тбилиси.
1980 год — окончил Тбилисское высшее артиллерийское командное Краснознаменное училище (ТВАККУ) им. 26-ти Бакинских комиссаров.
Служил в Группе советских войск в Германии.
С ноября 1981 по 1 октября 1983 года служил в Батарее звуковой и радиолокационной разведки 1074-го артиллерийского полка 108-й мотострелковой дивизии. Занимал должность командира взвода оптической разведки, а после командира взвода звуковой и радиолокационной разведки. Участвовал в Панджшерской операции 1982 года, был дважды ранен.
С 1988 года проходил службу в Армянской ССР. Принимал участие в ликвидации последствий Спитакского землетрясения.
1988—1989 — заместитель коменданта Иджевана.
С июля 1989 года проходил службу в Абхазской АССР .
С 1991 года — военный комиссар города Ткварчели.
С февраля 1992 года — командир отдельного батальона специального назначения полка Внутренних Войск, который в марте 1992 года занимал оборону по реке Ингури.
Принимал участие в грузино-абхазской войне 1992—1993 годов, был ранен.
С сентября 1992 года — командующий Вооружёнными силами Абхазии.
С 11 октября 1992 года — исполняющий обязанности Министра обороны Абхазии.
В ноябре 1992 года был тяжело ранен.
С весны 1993 года — Министр обороны Абхазии.
В апреле 1993 года, по состоянию здоровья, был освобождён от должности Министра обороны и назначен советником Председателя Верховного Совета Абхазии по военным вопросам.
Позднее — Военный комиссар Абхазии.
С 1996 года по 2004 год (недоступная ссылка) Проверено 27 мая 2015. — начальник Генерального штаба Вооружённых Сил Абхазии — Первый заместитель Министра обороны Абхазии.
В августе-сентябре 2004 года — кандидат на пост вице-президента Абхазии (в паре с кандидатом на пост президента С. М. Шамба).
Лидер Движения ветеранов войны «Аруаа» («Воин») (с 2007 года) (недоступная ссылка) Проверено 27 мая 2015., председатель Ассоциации воинов—интернационалистов Абхазии.
С 10 августа 2008 года — советник Президента Республики Абхазия по военным вопросам..
С 2009 по 2015 годы работал начальником Государственной миграционной службы.

## Награды
- Герой Абхазии[5]
- Орден Леона
- Орден Красной Звезды
- Орден Почёта (ПМР)[8]
- Медаль «За отличие в воинской службе» II степени
- Юбилейная медаль «50 лет Победы в Великой Отечественной войне 1941—1945 гг.»
- Юбилейная медаль «70 лет Вооружённых Сил СССР»
- Медаль «За безупречную службу» II и III степеней
- Юбилейная медаль «Десять лет Приднестровской Молдавской Республике» (31 августа 2000 года) — за большую интернациональную помощь и в связи с 10-й годовщиной со дня образования Приднестровской Молдавской Республики[9]
- Медаль «Воину-интернационалисту от благодарного афганского народа»
- Медаль «10 лет Миротворческой миссии СНГ» (Абхазия)